# Journal of Porphyrins and Phthalocyanines
Journal of Porphyrins and Phthalocyanines (abrégé en J. Porphyr. Phthalocyanines ou JPP) est une revue scientifique à comité de lecture. Ce mensuel publie des articles de recherches originales concernant la chimie des porphyrines, phtalocyanines et autres macrocycles. 
D'après le Journal Citation Reports, le facteur d'impact de ce journal était de 1,397 en 2014. Actuellement, le directeur de publication est Karl M. Kadish (Université de Houston, États-Unis).